# 公団住宅

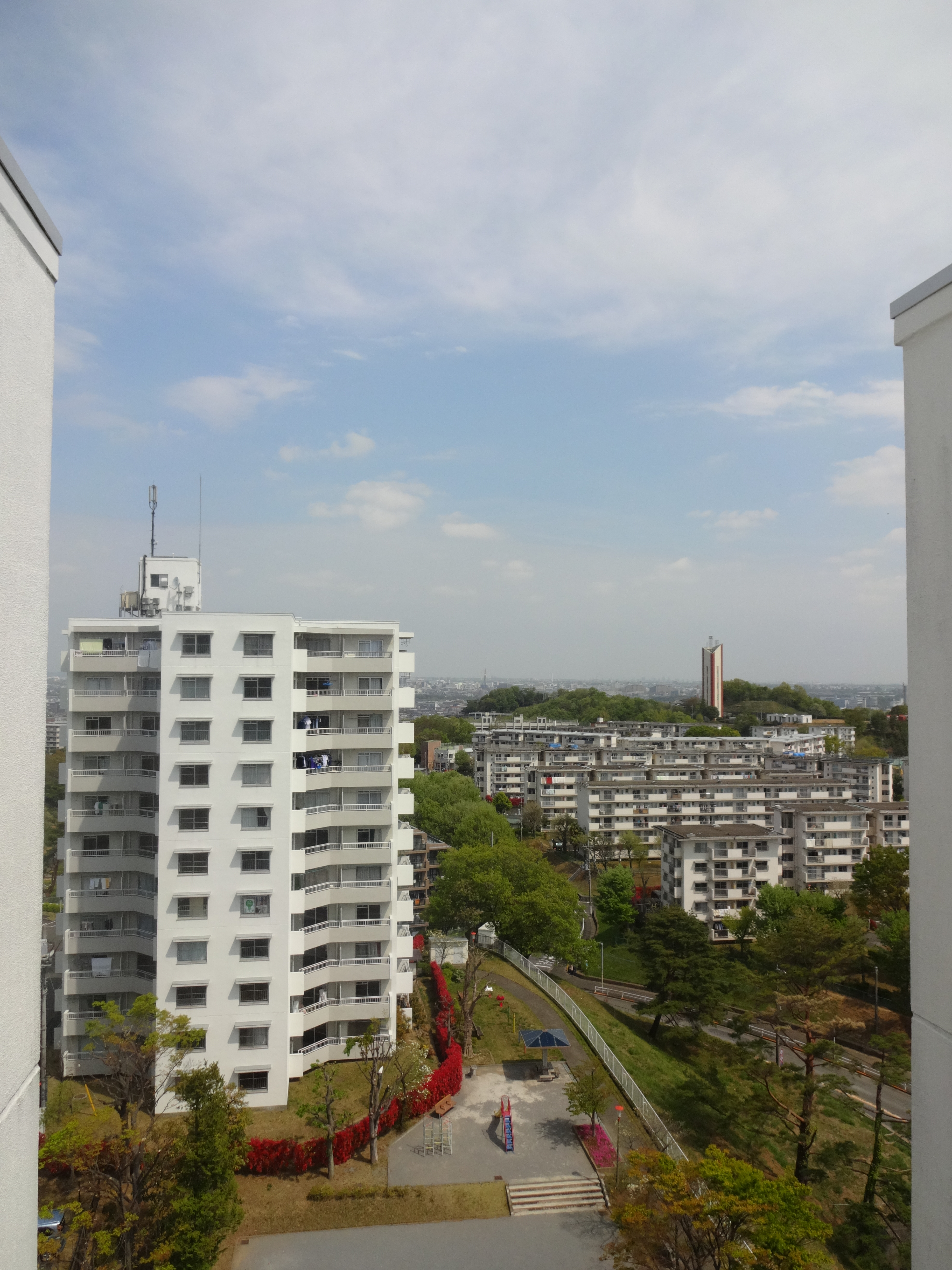
公団百草団地（日野市百草・多摩市和田）

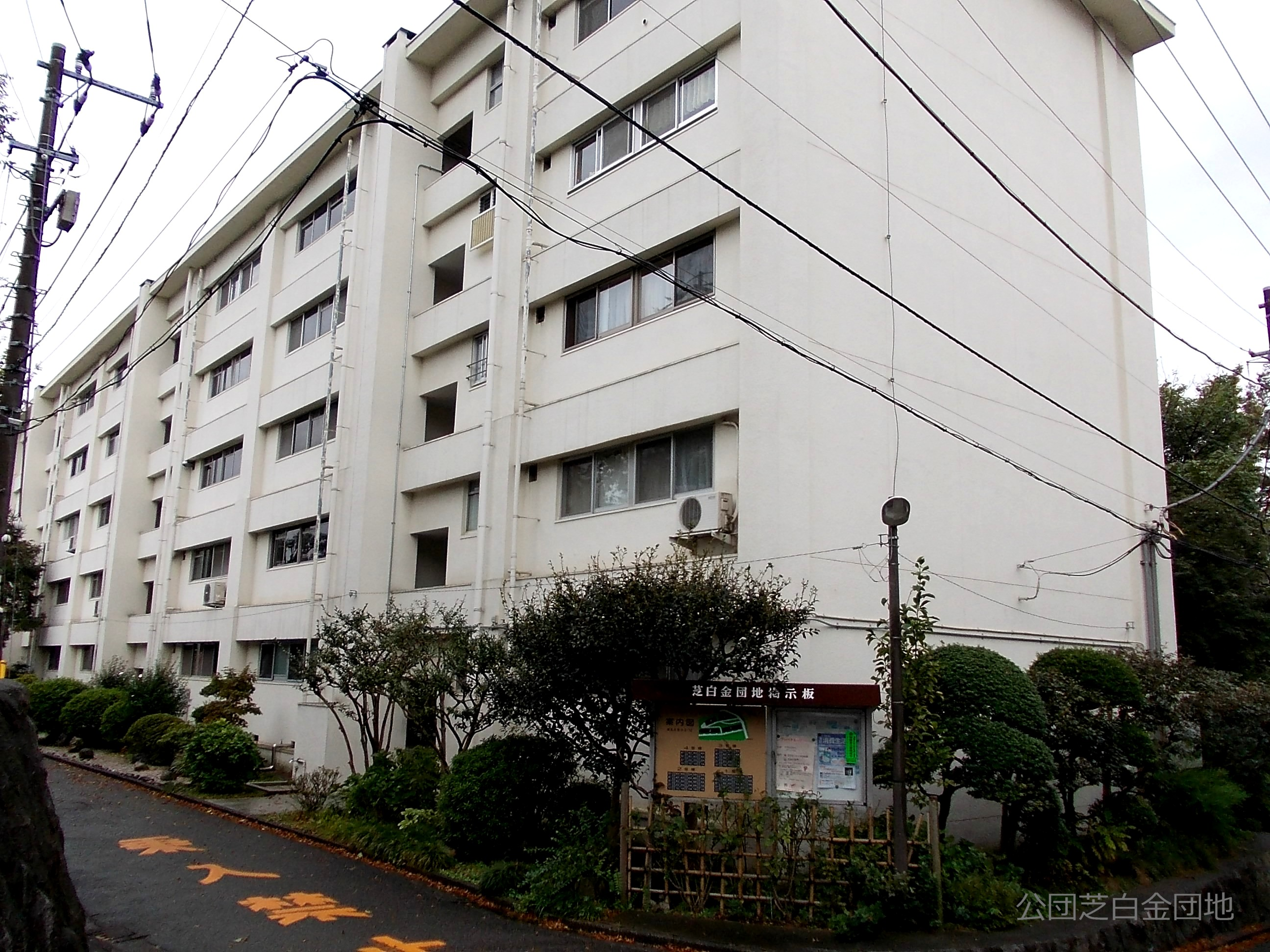
公団芝白金団地（東京都港区）

公団住宅（こうだんじゅうたく）は、日本住宅公団（のち住宅・都市整備公団、都市基盤整備公団を経て、現在の都市再生機構）が供給した住宅。前身となる組織名が「公団」であったことからそう呼ばれた。日本住宅公団が建設した団地には、賃貸の集合住宅と分譲住宅（戸建て・集合住宅）があったが、主に集合住宅を「公団住宅」「公団団地」と称していた。
なお、都市再生機構 (UR) となった現在では、賃貸の集合住宅を「UR賃貸住宅」と称している。

## 概要
昭和30年代から40年代に、都市部で働く地方出身の中流サラリーマン世帯に良質な住宅を大量に供給するため、主として都市近郊に土地開発し住宅建築を行った。全部で数百世帯から千世帯を越える当時としては大規模開発で、後の民間の｢デベロッパー｣の先駆けである。建物の特徴として階段室型の中層5階建ての鉄筋コンクリート造の集合住宅が取り囲むような構造となっているものが多い。大規模団地では中心部に商店、銀行、郵便局など生活に必要な施設を置き、団地内で生活の用が足りるようになっている。
一住宅の広さは、夫婦と子供2人の4人家族程度を想定した、40m2から60m2程度の3DKタイプが多い。当初は賃貸タイプのみで、中流サラリーマンの月収の40%前後の家賃が設定されており、民間アパートと比べて決して安いとは言えなかったが、モダンな生活を夢見る夫婦の申し込みが殺到し、抽選に当選するのは困難であった。昭和40年代に入ると政府の持ち家政策の一環として、賃貸とほぼ同じ仕様（ただし台所を広くし3LDKとなっていることが多い）の部屋を分譲して販売するようになった。
賃貸タイプは今日ではUR賃貸住宅として引き継がれている。建築当初から入居している世帯では継続家賃が適用されており、高度成長期を挟んだ所得の伸びとは比例していないため、所得に占める家賃の割合は比較的低く抑えられている。分譲タイプ入居者は現役時代は高金利の住宅ローンの負担は大きかったものの、現在は30年程度のローンは終了しており、毎月の支出は各団地の管理組合や居住棟の保全会に支払う管理費と修繕積立金だけで、同仕様の賃貸タイプの数分の一で済むため負担は大きくない。

## 名称使用例
「公団」という名称は現在でも公共的な場所や団体の名称などに用いられている。
- 高根公団駅 - アートヒル高根台（千葉県船橋市）付近にある京成松戸線の鉄道駅
- 徳力公団前駅 - 徳力団地（福岡県北九州市小倉南区）付近にある北九州モノレールの鉄道駅
- 公団通り - サンヴァリエ桜堤（旧桜堤団地、東京都武蔵野市）付近にある道路
- 鳩ヶ谷公団住宅 - コンフォール東鳩ヶ谷（埼玉県川口市）付近にある国際興業バスのバス停留所
- 全国公団住宅自治会協議会 - 公団住宅自治会の全国組織